# Photographische Korrespondenz
Die Zeitschrift Photographische Korrespondenz wurde von 1864 bis 1971 monatlich von der „Photographischen Gesellschaft“ in Wien herausgegeben.

## Geschichte
Im Jahr 1864 gründeten Ludwig Schrank, Carl Haack, Emil Hornig und M. Dutkiewicz, alle Mitglieder der „Photographischen Gesellschaft“ (PhG) in Wien,  die Zeitschrift Photographische Correspondenz, die schon bald internationale Bekanntheit erlangte.
Im Laufe ihres Erscheinens hatte die Zeitschrift unterschiedliche Zusatztitel. Von 1864 bis 1870 war dies „Technische artistische und commerzielle Mittheilen“. In dieser Zeit wurde die Zeitschrift von Ludwig Schrank redaktionell betreut und herausgegeben. Von 1871 bis 1884 stand die Zeitschrift unter redaktioneller und herausgebender Leitung von Emil Hornig. In diesem Zeitraum erhielt sie den Zusatztitel „Organ der photographischen Gesellschaft in Wien. Monatsschrift für Photographie und verwandte Fächer“. Ab 1885 bis 1904 änderte sich der Zusatz in „Zeitschrift für Photographie und photomechanische Verfahren“ und stand unter redaktioneller und herausgebender Leitung von Ludwig Schrank.
1962 ging die Zeitschrift Photographie und Wissenschaft in der Photographischen Korrespondenz auf.
Im Jahr 1971 stellte die Zeitschrift nach über 100 Jahren aus ökonomischen Gründen ihr Erscheinen ein.